# 诺如病毒
又稱诺罗病毒、诺瓦克病毒，或称学名诺沃克病毒（Norwalk virus），是一種易于冬季引起非细菌性急性胃肠炎的病毒。
諾羅病毒的特徵是感染人口密度較高和衛生環境差的地方，如郵輪。諾羅病毒主要由糞口途徑傳染，即食物被充滿病毒的糞便汙染所致，在人口密度高的地方也可能透過飛沫傳染。

## 发现到命名
1968年在美国中西部俄亥俄州的诺瓦克发生了流行性腸胃炎，从患者的粪便裡检出病毒，被称为诺瓦克病毒（Norwalk virus）。
1972年通过电子显微镜观察发现它形狀呈小型和圆状，被认为是小圆结构病毒（Small Round Structured Virus: SRSV）的一种。之后，从非细菌性急性胃肠炎患者身上接连发现与诺沃克病毒相似的小圆状结构病毒，被称为「类诺沃克病毒」（Norwalk-like viruses）或小圆结构病毒。另外在日本还发现了札幌病毒。
这种引起非细菌性急性胃肠炎的小圆结构病毒有兩种，即类诺沃克病毒和类札幌病毒。2002年8月，在巴黎召开的第12届国际病毒学会议（International Congress of Virology）上，这兩种病毒按发现地点分别被正式命名为「诺如病毒」和「札幌病毒」。
诺如病毒又按遗传基因分为基因群Ⅰ和基因群Ⅱ。基因群Ⅰ（genogroup I）裡有诺如病毒、南安普顿病毒（Southampton virus）、沙漠盾牌病毒（Desert Shield virus）；基因群Ⅱ（genogroup Ⅱ）裡有雪山病毒（Snow Mountain virus)、夏威夷病毒（Hawaii virus）、多伦多病毒（Toronto virus）。
大陆舊译「諾瓦克病毒」，後改為「諾如病毒」；香港舊譯「諾沃克病毒」，2009年起官方更改譯名為「諾如病毒」。台灣將之譯成「諾羅病毒」。

## 諾羅病毒主要症狀
一般症狀主要有腹痛、腹瀉、嘔吐、低燒、全身肌肉酸痛等。症狀一般維持12至60小時後自行消退，但病毒的排泄會延續2星期左右。如腹瀉厲害，容易發生脱水、休克等症狀。

### 潛伏期
潛伏期通常為12至48小時。

## 传播途径
諾沃克病毒的感染全年均可发生，尤以冬季较多。
传播途径主要有感染性食物中毒和传染性胃肠炎。生食海贝类及牡蛎等水生动物是该病毒的主要传播途径，也会从非细菌性急性胃肠炎患者的呕吐物及粪便，或者干燥之后通过尘埃感染。
由于该病毒可以在体外环境存活达三个星期之久，间接接触是长期被忽略的传染管道。比如患者便后或呕吐后洗手不够彻底，则会污染门把手，水龙头，遥控器，毛巾，衣物等，健康人接触过这些物品再手拿东西吃，或准备食物，就可能感染。
预防的关键在于患者和健康人群都频繁地用肥皂和热水认真洗手，特别是进食前和如厕后。被患者便后或呕吐后接触过的物品和台面，要用含氯漂白剂清洁。
患者的唾液也含有该病毒，不能共享餐具和饮食。患者一般三五天后恢复健康，传染性减低。但物品上所带的病毒可以存活两三个星期，被污染的水源里的病毒可以存活更长。
患者在痊愈后几个月之内对該病毒有免疫力，但之后免疫力会消失。

## 医治方法
此病以緩和相關的症狀為治療，患者需勤於使用肥皂洗手（诺如病毒對於酒精類消毒劑有抵抗能力，因此酒精的效果不佳）。目前尚無疫苗可預防治療。

## 爆发案例
| 时间                     | 地点                       | 事件 |
| 2010年                   | 2010年                     | 2010年 |
| ------------------------ | -------------------------- | --- |
| 12月                     | 中國广州从化               | 水污染引起的诺如病毒感染事件，共有429人发病，无人死亡。 |
| 2012年                   |                            | |
| 1月                      | 美國                       | 郵輪上有500起感染案例。 |
| 5月22日                  | 台灣                       | 饗食天堂200客腹瀉，於7月19日證實由南韓進口之貝類所感染。 |
| 6月15日                  | 美国                       | 美國食品暨藥物管理局（FDA）在當地時間14日表示，從南韓進口的生蠔、蛤蜊、扇貝必須全面下架，因為這些來自南韓的貝類可能受人體排泄物和诺如病毒汙染。並呼籲美國民眾，「丟掉所有南韓進口的貝類海鮮與相關產品。」 |
| 6月11日                  | 日本石川县                 | 石川县立二水高中357名高二学生前往上海、苏州等地进行了4天3夜的旅行。回国后139人出现感染症状，已有一名学生被检出诺如病毒。                                                                                  |
| 10月                     | 德國                       | 爆發歷來最大規模的食物中毒案件，造成一萬一千多名學童上吐下瀉，三十二人送醫治療。德國媒體報導，當局調查後認定遭諾如病毒污染的22噸自中國進口低溫冷凍草莓是禍首。                                            |
| 12月                     | 英國                       | 郵輪上有400起感染案例。 |
| 12月                     | 南韓首爾與浦項             | 四所高中，144名學生集體感染诺如病毒，SEO-ANDONG NONGHYUP（西安東農會） PUNGSAN KIMCHI FACTORY回收遭汙染之泡菜。                                                                                           |
| 12月                     | 韩国                       | 朝鮮日報報導，南韓回收懷疑遭诺如病毒汙染的泡菜與調味料，約七百噸。 |
| 12月13日至16日           | 日本多地                   | 日本多地爆发食物中毒，其中爱知县名古屋的49人，千叶县成田市的60多人，山梨县甲斐市的319人，广岛市1381人。广岛市保健所在一家便当制造公司的工作人员的排泄物里，发现高传染性诺如病毒。                         |
| 12月                     | 台湾                       | 台灣海軍陸戰隊集體染上诺如病毒 |
| 12月28日                 | 加拿大新西敏市             | 皇家哥伦比亚医院发现诺如病毒疫情，共有12名住院病人和6名医护人员染病。 |
| 2013年                   |                            | |
| 2月                      | 台湾                       | 台灣十七名民眾參加喜宴後，廿四小時內集體出現身體不適的病徵，經檢驗確定感染诺如病毒。 |
| 3月                      | 广州                       | 广州大学城多所高校出现因感染诺如病毒，而导致的聚集性腹泻病例。累计确诊600多例。 |
| 4月                      | 广东揭阳                   | 广东省揭阳市揭阳职业技术学院近400名学生感染诺如病毒，有173名学生送医院诊治观察。 |
| 7月31日                  | 加拿大                     | 据CBC报導英属哥伦比亚省150人感染，9人死亡。 |
| 2014年                   |                            | |
| 2月20日                  | 中國浙江嘉兴海宁市、海盐县 | 两地部分学校500多人群聚感染。 |
| 2015年                   |                            | |
| 1月                      | 中國北京、浙江和廣東各地   | 出現諾羅病毒爆發性疫情，就診人數創下歷史新高。 |
| 2月23日                  | 台湾-台中                  | 台灣台中市武陵富野渡假村疑似爆發大規模諾羅病毒感染，因渡假村業者隱藏疫情，造成共120多名遊客感染。 |
| 3月11日                  | 台湾花莲                   | 台灣花蓮縣慈濟中學發生疑似諾羅病毒，100多位師生上吐下瀉 |
| 3月16至20日              | 广东-深圳                  | 中國大陸清华大学深圳研究生院多名学生集体出现呕吐腹泻等胃肠道症状，初步判定因诺如病毒感染引起急性肠胃炎。                                                                                                  |
| 12月2日                  | 中國辽宁省沈阳市           | 东北大学多名学生出现呕吐腹泻等症状，经沈阳市和平区疾控中心检测鉴定，从该校出现呕吐、腹泻症状学生的呕吐物和排泄物中检测出诺如病毒。                                                                        |
| 2016年                   |                            | |
| 2月19日                  | 美国-密歇根州              | 美国密歇根大学100多名学生因为呕吐和腹泻而接受治疗，密西根州卫生局证实诺如病毒为学生生病的原因。 |
| 3月20日                  | 香港                       | 伊利沙伯皇后号邮轮停泊香港啟德郵輪碼頭，爆发诺如病毒，150人受感染 |
| 4月25日                  | 西班牙東北部               | Eden Springs瓶裝水遭人類糞便污染，4000逾人感染诺如病毒。 |
| 2017年                   |                            | |
| 1月到3月                 | 中國北京                   | 爆發諾羅病毒疫情，14行政區接獲多達166起病例。 |
| 2018年                   |                            | |
| 2018年韓國平昌冬季奧運會 | 韩国-平昌                  | 冬奥会期间累積約200例確認感染诺如病毒病例，約有1200名維安人員受隔離。 |
| 3月5日                   | 广州                       | 广州中山大学南方学院爆发诺如病毒疫情，全校至少有260人次受到感染。 |
| 2019年                   |                            | |
| 1月16日-19日             | 台湾彰化                   | 彰化和美高中，77名國中生疑染诺如病毒，学校停课3天。 |
| 2月10日                  | 中国哈尔滨                 | 亚布力俱乐部游客因食用不净食物，而感染诺如病毒，导致8人就诊，无人住院。。 |
| 3月9日-10日              | 台中                       | 台中市立豐原高中，8人經醫師診斷疑似罹患諾羅病毒 |
| 3月15日-16日             | 中國福建福州               | 福建工业学校十数名学生出现呕吐腹泻 |
| 3月17日                  | 中国浙江省温州市           | 温州翔宇中学爆发诺如病毒感染，数名学生感染。全校在病情爆发一星期后才进行消毒处理，同时高三部分班级因高考体检不得放假。                                                                                    |
| 3月19日                  | 中國西安                   | 西安电子科技大学有确认发现诺如病毒感染，并有学生入院治疗。 |
| 7月12日                  | 中國北京                   | 朝阳部分小区居民存在诺如病毒感染情况。 |
| 10月24日                 | 中國杭州                   | 浙江大学通报69人发生疑似感染。 |
| 11月12日                 | 中國天津                   | 天津理工大学部分学生感染诺如病毒。 |
| 12月25日-                | 中國北京                   | 北京大学出现了诺如病毒感染者，全校具体确诊人数不详。 |
| 2020年                   |                            | |
| 1月1日-1月30日           | 广东                       | 广东梅州市一学校出现一起诺如病毒感染聚集性疫情，发病391例，无死亡。 |
| 11月29日-                | 中国 黑龙江                | 黑龙江省哈尔滨市一小学100名小学生感染诺如病毒。 |
| 2025年                   |                            | |
| 1月至2月                 | 台灣                       | 春節前單周腹瀉就診人數達24萬人次，為8年來再度諾羅大流行，2月2日至8日腹瀉門急診就診進一步破30.2萬，再創十年新高。                                                                                          |
| 3月                      | 日本                       | 在日本岐阜縣爆發大規模感染，造成一人食用污染的便當死亡，數百人因食用大福腹瀉。 |
| 5月                      | 香港                       | 一對新人家屬在中環一家餐廳的婚宴中進食「生醃沙白」後，有10人出現上吐下瀉等病徵，隨後衛生署在四名患者糞便樣本中檢出諾如病毒。                                                                              |
| 7月11日                  | 晋城                       | 参加第二届晋城全国职业围棋公开赛的部分选手出现呕吐、腹泻等不适症状 |

### 病毒案例
1. ↑  .   [2013-02-16]. （原始内容存档于2012-08-26）.
2. ↑  .   [2013-02-16]. （原始内容存档于2012-07-20）.
3. ↑  . 法國國際廣播電台. 2012-10-09.
4. ↑  .   [2013-02-16]. （原始内容存档于2013-01-01） （韩语）.
5. ↑  .   [2013-02-16]. （原始内容存档于2012-12-08） （日语）.
6. ↑  .   [2013-01-07]. （原始内容存档于2013-01-09）.
7. ↑  . 51.ca. 2013-01-02  [2013-01-03]. （原始内容存档于2013-01-04）.
8. ↑  .   [2018-04-24]. （原始内容存档于2013-05-30）.
9. ↑  .[永久]
10. ↑  . 民視新聞. 2014-02-20  [2018-05-28]. （原始内容存档于2018-05-28）.
11. ↑  . 民視新聞. 2015-01-20  [2018-05-28]. （原始内容存档于2018-05-28）.
12. ↑  .   [2015-02-23]. （原始内容存档于2015-02-23）.
13. ↑  .   [2015-12-07]. （原始内容存档于2016-08-17）.
14. ↑  .   [2016-07-26]. （原始内容存档于2016-08-18）.
15. ↑  . 自由時報. 2017-04-11  [2018-05-28]. （原始内容存档于2018-05-28）.
16. ↑  . 蘋果日報 (台灣). 2018-02-13  [2018-05-28]. （原始内容存档于2020-05-02）.
17. ↑  . 澎湃新闻. 2018-03-08  [2018-11-02]. （原始内容存档于2021-11-05）.
18. ↑  蕭博陽. . 中央通讯社. 2019-01-20  [2019-03-23]. （原始内容存档于2019-03-23） （中文（繁體））.
19. ↑  . c.m.163.com.   [2019-02-11]. （原始内容存档于2019-02-12）.
20. ↑  蘇木春. . 中央通讯社. 2019-03-10  [2019-03-23]. （原始内容存档于2019-03-23） （中文（繁體））.
21. ↑  叶秋云. . 中国新闻网. 2019-03-18  [2019-03-22]. （原始内容存档于2019-03-22） （中文（简体））.
22. ↑  .   [2019-03-20]. （原始内容存档于2020-09-30）.
23. ↑  .   [2019-07-15].
24. ↑  . 中国国家应急广播. 2019-07-18  [2019-07-18]. （原始内容存档于2019-07-18） （中文（简体））.

## 外部連結
- 諾如病毒感染（页面存档备份，存于） 香港政府衞生署 衞生防護中心 （繁體中文）
- 慎防感染諾如病毒[永久] 醫院管理局 （繁體中文）
- 諾如病毒（页面存档备份，存于） 香港中文大學 （英文）